# Breansse Camacho
Breansse Gerardo Camacho Víquez (San José, Costa Rica 21 de mayo de 1971) es un entrenador costarricense.

## Trayectoria

### C. S. Herediano
El 7 de julio de 2013 realizó su debut bajo el mando del C. S. Herediano en el Torneo de Copa de Costa Rica siendo el equipo rival, el Jacó Rays F. C. en la derrota 1-0. En su segundo compromiso, el encuentro finalizó con empate 3-2, teniéndose que definir en tanda de penales, siendo la eliminación del Torneo de Copa de Costa Rica con el marcador 5-6.

### Belén F. C.
El 9 de marzo se 2014 se dio el debut con los belemitas en la máxima categoría costarricense, contra el Puntarenas F. C. el encuentro finalizó con victoria 0-2.

### Costa Rica U-20
El 14 de abril de 2015 se anunció la llegada a la selección sub-20 de Costa Rica.

### Costa Rica U-17
El 1 de enero de 2017 se unió a la selección sub-17 de Costa Rica. El 22 de abril de 2017 se dio su debut oficial con el combinado patrio en el Campeonato Sub-17 de la Concacaf, enfrentándose ante Canadá, el encuentro finalizó con victoria 2-1. En las siguientes fechas, Camacho se enfrentó ante las selecciones de Surinam, Panamá, y México. El puntaje obtenido por su grupo le permitió acceder a uno de los cupos directos al Mundial que se llevaría a cabo en India.
El 18 de septiembre de 2018, Camacho anunció la lista oficial de los seleccionados para la Copa Mundial Sub-17. En la Copa Mundial Sub-17, Camacho bajo el mando del combinando patrio se enfrentó ante las selecciones de Alemania, Guinea, e Irán, quedando en la cuarta posición con 1 punto.

### Costa Rica U-20
El 1 de enero de 2018 se anunció su llegada a la selección sub-20 de Costa Rica. Su debut oficial llegaría el 1 de noviembre en la competición del Campeonato Sub-20 de la Concacaf contra la selección de Bermudas, logrando obtener la victoria 5-0.  Camacho dirigió los demás encuentros ante las demás selecciones como Haití, Honduras, y Estados Unidos. La selección de Costa Rica perdió la oportunidad de asistir a la Copa Mundial Sub-20 de 2019 con sede en Polonia, tras quedar eliminado del campeonato.

### A. D. Guanacasteca
Camacho se mantuvo como segundo entrenador del cuadro pampero, obteniendo el cargo de manera interina el 17 de abril de 2022, su debut en la dirigencia se dio el 20 de abril, contra el Municipal Grecia, siendo derrotados en el marcador 3-1. Camacho dirigió 8 partidos, con el rendimiento de una victoria, tres empates y cuatro derrotas.

### C. S. Herediano
El 28 de noviembre de 2023, asumió el interinato del Club Sport Herediano por las semifinales del Torneo Apertura 2023. Venciendo en semifinales a la L. D. Alajuelense por el marcador global 1-3, y quedando subcampeón del campeonato contra el Deportivo Saprissa tras perder por el marcador global 3-1.

### Santos de Guápiles
El 26 de diciembre de 2023, se oficializó su fichaje al Santos de Guápiles. El 19 de febrero de 2024 renunció a su cargo.

## Clubes

### Como director técnico
| Equipo             | País       | Año       |
| ------------------ | ---------- | --------- |
| Belén F. C.        | Costa Rica | 2014-2015 |
| Costa Rica U-20    | Costa Rica | 2015      |
| Costa Rica U-17    | Costa Rica | 2016-2017 |
| Costa Rica U-20    | Costa Rica | 2018      |
| A. D. Guanacasteca | Costa Rica | 2022      |
| C. S. Herediano    | Costa Rica | 2023      |
| Santos de Guápiles | Costa Rica | 2024      |

### Como segundo director técnico
| Equipo             | País       | Año       |
| ------------------ | ---------- | --------- |
| C. S. Herediano    | Costa Rica | 2014      |
| C. S. Herediano    | Costa Rica | 2019      |
| C. S. Cartaginés   | Costa Rica | 2019-2021 |
| A. D. Guanacasteca | Costa Rica | 2021-2022 |
| C. S. Herediano    | Costa Rica | 2023      |